# 1778 aux États-Unis
Pour des articles plus généraux, voir Chronologie des États-Unis et 1778.
Chronologie des États-Unis
- 1774
- 1775
- 1776
- 1777
- 1778
- 1779
- 1780
- 1781
- 1782

Cette page concerne des événements d'actualité qui se sont produits durant l'année 1778 du calendrier grégorien aux États-Unis.

## Gouvernement
- Second Congrès continental

## Événements

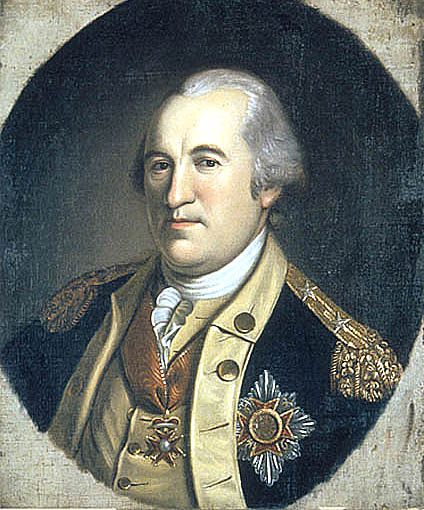
Friedrich Wilhelm von Steuben

- 5 février : la Caroline du Sud est le second État à ratifier les Articles de la Confédération[1].
- 6 février : traité d’alliance défensive et traité de commerce franco-américain conclu par Franklin à Paris[2].
- 20 février : le sultan Mohammed III du Maroc réitère sa déclaration du 20 décembre 1777, annonçant que tous les navires battant pavillon américain pourrait entrer librement dans les ports marocains, reconnaissant ainsi publiquement l'indépendance des Treize Colonies américaines[3].
- 23 février : Friedrich Wilhelm von Steuben arrive à Valley Forge, en Pennsylvanie et commence à former les troupes américaines.
- 7 mars - 18 août : le navigateur James Cook, à la recherche d'un passage nord-ouest, remonte la côte occidentale des Amériques jusqu'en Alaska et franchit le détroit de Béring[4].
- 10 mars : George Washington approuve la décharge déshonorante du Lieutenant Frederick Gotthold Enslin pour "tentative de commettre l'acte de sodomie avec le soldat John Monhort".
- 21 avril : Phillips Academy, un des lycées privés les plus renommés des États-Unis, est fondée par Samuel Phillips Jr[5].
- 20 mai : bataille de Barren Hill.
- 27 mai : treize familles sous le commandement du colonel George Rogers Clark établissent une colonie vers Louisville (Kentucky)[6].

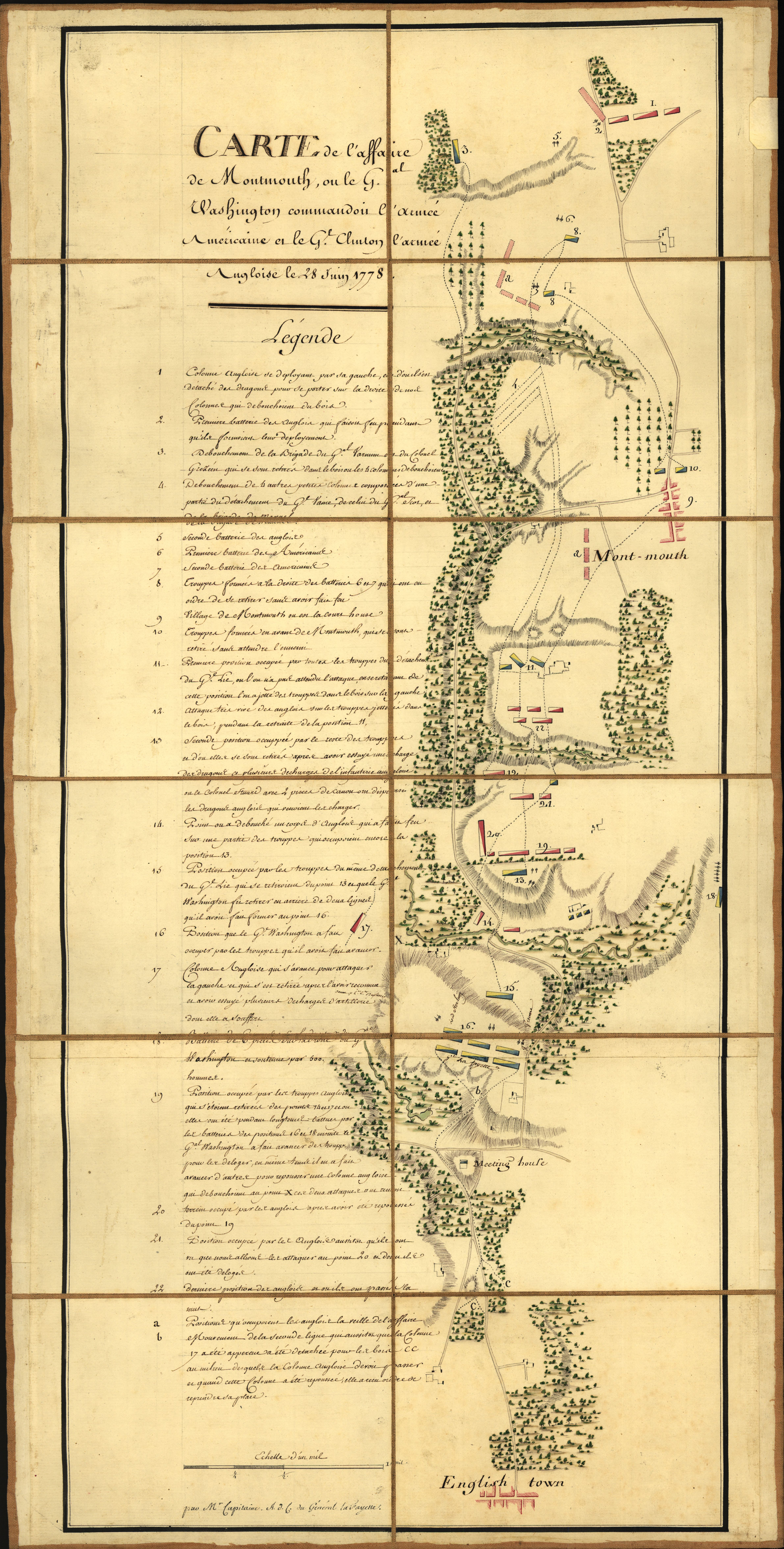
28 juin : carte de la bataille de Monmouth faite pour le Général La Fayette

- 19 juin : l’armée de George Washington quitte Valley Forge (Pennsylvanie).
- 28 juin : victoire américaine à la bataille de Monmouth[7].
- 2 juillet : le Congrès continental se réunit de nouveau à l'"Independence Hall" à Philadelphie en Pennsylvanie. C'est donc la capitale jusqu'au 21 juin 1783.
- 3 juillet : victoire britannique à Wyoming Valley, près de Wilkes-Barre en Pennsylvanie. Massacre de 178 insurgés.
- 4 juillet : George Rogers Clark capture Kaskaskia.
- 10 juillet : à la suite du combat du 17 juin, le roi de France donne l'ordre au duc de Penthièvre, amiral de France, d'armer en guerre contre le Royaume-Uni[8].
- 27 juillet : bataille navale entre la France et la Grande-Bretagne au large de l'île d'Ouessant. Il n'y a pas de véritable vainqueur.
- 29 août : bataille de Rhode Island. L'armée continentale tente, sans succès, de reprendre l'Île Aquidneck aux Britanniques.
- Septembre : The Massachusetts Banishment Act (La Loi d'exil du Massachusetts), est votée pour empêcher le retour de Loyalistes, plus de 300 personnes seront bannis.
- 17 septembre : premier traité des États-Unis avec une tribu indienne, les Lenapes, à Fort Pitt[9].
- 17 septembre : traité entre les Américains et les Delaware à Fort Pitt[10].
- 19 septembre : le Congrès continental vote le premier budget des États-Unis.
- 24 octobre : raid de Carleton. Incursion réussie des Anglais sur les rivages de l'État de New York et du lac Champlain dans le Vermont.
- 28 octobre, Québec : publication d’un manifeste par l’amiral français Charles-Henri, comte d’Estaing, dans lequel il propose aux « Français d’Amérique » se s’allier aux États-Unis[11]. Distribué clandestinement et affiché à la porte de quelques églises, le manifeste provoque l’ire du nouveau gouverneur Haldimand.
- 10 décembre : John Jay est élu Président du Congrès continental.
- 15 décembre : victoire navale britannique sur la flotte française à la bataille de Sainte-Lucie
- 18 - 28 décembre : prise de Sainte-Lucie par les Britanniques.

## Naissances
- 6 janvier : Thomas Lincoln, (décès le 17 janvier 1851), est le mari de Nancy Hanks Lincoln avec qui il a eu le président américain Abraham Lincoln.
- 22 février : Rembrandt Peale, peintre néo-classique en Pennsylvanie et mort le 3 octobre 1860. Il est principalement connu pour ses portraits d'hommes célèbres tels que George Washington ou Thomas Jefferson.

## Décès

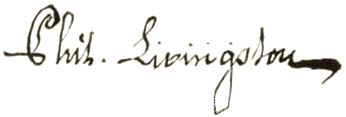
Signature de Livingston

- 12 juin : Philip Livingston, né le 15 janvier 1716, il était un marchand et homme d'État de New York. Il signe la Déclaration d'indépendance des États-Unis.

#### Articles généraux
- Chronologie de la révolution américaine
- Révolution américaine
- Guerre d'indépendance des États-Unis
- France dans la guerre d'indépendance des États-Unis
- Armand Tuffin de La Rouërie
- Histoire des États-Unis de 1776 à 1865
- Évolution territoriale des États-Unis
- Liste des batailles de la Guerre d'indépendance américaine (1776-1783)
- 1778 au Canada

#### Articles sur l'année 1778 aux États-Unis
- Bataille de Monmouth
- Bataille d'Ouessant (1778)
- Big Runaway
- Armand Tuffin de La Rouërie